# Robert Sacchi
Robert Sacchi (Roma, 27 marzo 1932 – Los Angeles, 23 giugno 2021) è stato un attore italiano naturalizzato statunitense.

## Biografia
Nato a Roma nel 1932, Sacchi emigrò negli Stati Uniti d’America con il padre Alberto e la madre Marietta D'Urbano, stabilendosi nel Bronx (New York). Frequentò la Cardinal Hayes High School, dove per la prima volta venne notata la sua notevole somiglianza fisica con Humphrey Bogart. Dopo gli studi di economia e finanza allo Iona College, conseguì un master all’Università di New York.
Sacchi iniziò la carriera cinematografica nei primi anni settanta: nei suoi primi tre film, Casa d'appuntamento, Colpiscono senza pietà e Rubare alla mafia è un suicidio, tutti realizzati nel 1972, interpretò ruoli ispirati a Bogart, e che ne citavano voce, somiglianza e caratteristiche. Nello stesso periodo iniziò a interpretare Bogart nella commedia teatrale Provaci ancora, Sam, scritta da Woody Allen, mantenendo il ruolo durante varie tournée itineranti nei campus universitari.
Sacchi interpretò il ruolo principale nel film commedia Il detective con la faccia di Bogart (1980), impersonando l'investigatore privato Sam Marlowe, che si sottopone a un intervento di chirurgia plastica per assomigliare a Bogart. Nel film recitò accanto a Franco Nero, Michelle Phillips, Olivia Hussey, Yvonne De Carlo, Mike Mazurki e George Raft (alla sua ultima apparizione cinematografica). Continuò a ottenere altri ruoli simili anche nel video musicale di Phil Collins I Wish It Would Rain Down (1990), così come in uno spettacolo personale intitolato Bogey's Back. Interpretò Bogart in episodi delle serie TV Fantasilandia, Troppo forte! e Cybill. Durante gli anni novanta ottenne ruoli di secondo piano in 58 minuti per morire - Die Harder (1990), Pezzi duri... e mosci (1992) e Sbucato dal passato (1999).

## Filmografia parziale

### Cinema
- Casa d'appuntamento, regia di Ferdinando Merighi (1972)
- Colpiscono senza pietà (Pulp), regia di Mike Hodges (1972)
- Rubare alla mafia è un suicidio (Across 110th Street), regia di Barry Shear (1972)
- Il detective con la faccia di Bogart (The Man with Bogart's Face), regia di Robert Day (1980)
- 58 minuti per morire - Die Harder (Die Hard 2), regia di Renny Harlin (1990)
- Pezzi duri... e mosci (The Naked Truth), regia di Nico Mastorakis (1992)
- Sbucato dal passato (Blast from the Past), regia di Hugh Wilson (1999)

### Televisione
- Fantasilandia (Fantasy Island) – serie TV, episodio 4x22 (1981)
- Troppo forte! (Sledge Hammer!) – serie TV, episodio 2x03 (1987)
- Simon & Simon – serie TV, episodio 8x04 (1988)
- Poliziotto a 4 zampe (Katts and Dog) - serie TV, episodio 1x22 (1989)
- La legge di Burke (Burke's Law) – serie TV, episodio 1x03  (1994)
- Cybill – serie TV, episodio 3x15 (1997)